# Silvano Vincenzi
Silvano Vincenzi (Quingentole, 17 marzo 1940) è un ex calciatore italiano, di ruolo portiere.

## Carriera
Cresciuto nel Torino, gioca a Lodi la stagione 1960-1961, ritorna dai granata con i quali riesce a scendere in campo solo in un incontro di Coppa Mitropa, viene ceduto al Parma nel 1963 disputando una stagione in Serie B.
Nel 1964 passa al Venezia e alla seconda stagione vince il campionato, ottenendo la promozione in Serie A: qui scende in campo 14 volte, non riuscendo ad evitare il ritorno dei veneti in Serie B.